# Calamagrostis acutiflora
Calamagrostis acutiflora är en gräsart som först beskrevs av Heinrich Adolph Schrader, och fick sitt nu gällande namn av Dc. Calamagrostis acutiflora ingår i släktet rör, och familjen gräs. Inga underarter finns listade i Catalogue of Life.